# Graham Cripsey
Graham Cripsey (* 8. Dezember 1954) ist ein englischer Snookerspieler aus Skegness. Von 1982 bis 1996 war er 14 Jahre lang als Profi aktiv.

## Karriere
Als Graham Cripsey erstmals an Profiturnieren teilnahm, war er bereits 27 Jahre alt. Er war der erste Spieler, der von Derek Hill – bekannt als Big Del – gecoacht wurde. Hill entdeckte Anfang der 1990er Ronnie O’Sullivan und war Trainer vieler anderer Topspieler. Cripsey begann seine Karriere bei den Profiturnieren in der Saison 1982/83 und erreichte bei der Weltmeisterschaft 1983 mit einem Sieg über Dennis Hughes die Runde der Letzten 48. Im Jahr darauf stand er bei zwei Ranglistenturnieren unter den Letzten 64. 1984/85 erreichte er bei den International Open und der UK Championship die zweite Runde. In der Weltrangliste wurde er danach auf Platz 89 geführt. Auch bei der nicht für die Rangliste zählenden englischen Profimeisterschaft überstand er die erste Runde mit einem 9:0-Sieg über Bernard Bennett. In der Saison 1985/86 kam er zweimal unter die Letzten 32, beim Classic und auch bei der UK Championship erreichte er das Hauptturnier. Mit Cliff Wilson und John Spencer schlug er zwei Spieler aus den Top 24 der Weltrangliste. 1987 kam Bill Werbeniuk hinzu, den er bei den British Open beim Einzug unter die Letzten 32 besiegte. Bei der Weltmeisterschaft im selben Jahr verpasste er zum zweiten Mal den Einzug in die Hauptrunde, nachdem er gegen David Taylor mit 7:10 verlor. Mit diesem Ergebnis hatte er es aber in der Zweijahreswertung der Weltrangliste schon bis auf Platz 48 gebracht.
In der Saison 1987/88 erreichte der Engländer seinen größten Ranglistenerfolg: Beim Grand Prix kam er bis ins Achtelfinale. Dazu kam noch eine weitere Runde der Letzten 32 bei den British Open und zum dritten Mal die Runde der Letzten 48 bei der Weltmeisterschaft. Der Einzug in die Endrunde im Crucible Theatre sollte ihm in seiner Karriere aber verwehrt bleiben. Zwar stieg er noch auf Platz 46 der Rangliste, damit hatte er aber seinen Höhepunkt erreicht, obwohl er mit Siegen über Barry West und Eugene Hughes gezeigt hatte, dass er mit Top-32-Spielern mithalten konnte. Die Saison 1988/89 begann er aber mit vier Auftaktniederlagen bei den Ranglistenturnieren. Das Classic ragte noch einmal heraus, nach einem Sieg über Steve Longworth stand er ein weiteres Mal unter den Letzten 32. Zwei Siege kamen noch hinzu, aber auch bei der Weltmeisterschaft gab es wieder eine Erstrundenniederlage. Erfolgreich war er allerdings bei Nicht-Ranglisten-Turnieren. Bei der letztmals ausgetragenen britischen Profimeisterschaft erreichte er das Achtelfinale, ebenso wie bei einem kleineren Turnier einer WPBSA-Turnierserie. Noch schlechter verlief das Folgejahr, in dem er überhaupt nur zwei Matches bei Ranglistenturnieren gewann. Wieder war ein WPBSA-Turnier mit einem Achtelfinaleinzug das beste Saisonergebnis. Da das letzte erfolgreiche Jahr aus der Zweijahreswertung herausfiel, stand er 1990 nicht mehr unter den Top 64.
Bei einem Turnier im Sonderformat, dem Snooker Shoot-Out, bei dem ein einziger Frame über das Weiterkommen entschied, erreichte er 1990 sein bestes Profiergebnis: Er kam bis ins Viertelfinale und verlor dann knapp mit 62:66 gegen Alan McManus. Zwar erreichte er bei Ranglistenturnieren in der folgenden Saison noch zweimal die Runde der Letzten 64, aber er rutschte auch noch aus den Top 100 heraus. 1991 wurde die Profitour für alle geöffnet. Damit konnte er zwar Profi bleiben, musste aber Vorrunden spielen, bevor er überhaupt erst einmal unter die Letzten 128 kam. Doch schon die ersten beiden Spiele der Saison verlor er 0:5 und insgesamt gewann er in dem Jahr nur 4 Partien. Beim Asian Open spielte er gegen Sean Storey. Obwohl sein Gegner in einem Frame 13 Fouls in Folge spielte, verlor Cripsey mit 92:93. Mit 185 Punkten in einem Frame stellten sie einen neuen Rekord auf. Cripsey verlor das Match 1:5.
Im Jahr darauf gelang Cripsey nur noch ein einziger Sieg bei einem Minor-Ranking-Turnier, bei dem es kaum noch Ranglistenpunkte gab, und so fiel er aus den Top 128 bis auf Platz 194. 1993/94 musste er deshalb noch mehr Vorqualifikationsrunden spielen. Unter die letzten 128 kam er nicht mehr. Im Jahr darauf spielte er nur noch zwei Turniere und 1996/96 nur noch die Vorqualifikation der Weltmeisterschaft. Danach gab er im Alter von 41 Jahren die Profiturniere auf.
Graham Cripsey stammt aus einer Schaustellerfamilie, die seit den 1920er Jahren eine „Wall of Death“, eine runde Steilwand für Motorradkunststücke in der Heimatstadt Skegness betrieb. Mit 12 Jahren wurde er selbst zum Steilwandfahrer. Bei einem Fahrunfall verlor er einen Daumen. Während seiner Snookerkarriere gab er das Geschäft auf, aber als die sich Mitte der 90er dem Ende zuneigte, stieg er wieder ein. 2004 gab er die Steilwand dann aus Altersgründen und mangels Nachfolgern endgültig auf.

## Erfolge
Ranglistenturniere:
- Achtelfinale: Grand Prix (1987)

Andere Profiturniere:
- Viertelfinale: International One Frame Shoot-Out (1990)
- Achtelfinale: English Professional Championship (1989), WPBSA Non-Ranking Series (1988 – Event 2, 1989 – Event 2)